# Bloco Fuzileiros da Fuzarca
O Bloco Fuzileiros da Fuzarca é uma agremiação carnavalesca e cultural sediada em São Luís, Maranhão. Fundado em 11 de fevereiro de 1936, no bairro Madre Deus, é o mais antigo e tradicional do carnaval da capital maranhense.

## História
Fundado por um grupo de amigos, no centro de São Luís, seu nome foi inspirado por um filme americano que os fundadores tinham visto recentemente. Já em 1936 participaram no carnaval das ruas de São Luís, com cerca de 30 membros, em boa parte funcionários públicos ou operários. Em 1941 passa a se sediar no bairro Madre Deus, mais especificamente na casa da mãe dos irmãos Silva, fundadores do bloco, e dos quais se destacou Cristóvão Alô Brasil, que comporia várias das suas músicas.
Desde então, a história dos Fuzileiros esteve ligada ao bairro da capital maranhense, conhecido por sua diversidade de manifestações culturais, como diversos blocos, escolas de samba e grupos de bumba meu boi. Nesse contexto, o grupo se estruturou melhor, adquirindo estatuto e emitindo carteiras para seus associados, que passavam por um processo seletivo. De acordo com algumas fontes, esse processo teria envolvido critérios classistas ou até mesmo racistas, algo que, por sua vez, é negado por outras versões.
De acordo com a divisão do estudioso Ananias Martins, que fala em três fases históricas do carnaval na cidade, o bloco Fuzileiros da Fuzarca pertenceria a terceira e última fase, a do "Carnaval do Samba", sendo um dos pioneiros entre os blocos que formaram o início desse período.
Único sobrevivente dos blocos que fizeram sucesso na década de 1940, os Fuzileiros são conhecidos pela sua "velha guarda" de "brincantes" que participam do bloco há décadas e por preservar tradições do antigo carnaval de São Luís, sem deixar de ser parte da evolução da festa na cidade. Após enfrentar crises no final das décadas de 1960 e 1970,  o bloco forças na metade dos anos 1980. Apesar de uma cisão nos anos 1990, com a saída de alguns integrantes para fundação de outro bloco, os Fuzileiros permaneceram ativos, contando com o apoio de moradores do bairro e a admiração de outros grupos do carnaval de São Luís.
A partir do final dos anos 1990, o bloco passou a contar com financiamento e apoio de órgãos estaduais, o que possibilitou, nos anos 2000, a aquisição de uma sede própria, doada pelo governo do estado.
A partir do final dos anos 1990, o bloco passou a contar com financiamento e apoio de órgãos do estaduais, o que possibilitou, nos anos 2000, a aquisição de uma sede própria, doada pelo governodo estado. Nessa época também gravaram CD, com os maiores sucessos da história do grupo, e DVD, contando a trajetória do bloco. Em 2005 fizeram a sua primeira apresentação internacional, em evento parte da programação do Ano do Brasil na França, tocando em frente á Ópera Garnier, em Paris.
Em 2016, o bloco comemorou 80 anos com uma celebração que incluiu missa, homenagem aos fundadores, corte de bolo e apresentação dos ritmistas do grupo. Pensando na continuidade do grupo, desenvolvem o projeto “Fuzileiros do Amanhã”, no qual crianças e adolescentes participam da folia. Em 2024, em homenagem aos 88 anos da tradicional agremiação do carnaval de São Luís, foi realizada uma exposição no Museu da Imagem e do Som, localizado no Forte de Santo Antônio da Barra, apresentando instrumentos, trajes, vídeos e fotos do bloco.

## Contribuições Musicais
Nesse bloco, a seção rítmica é muito importante, com a bateria dos Fuzileiros sendo muito apreciada, uma "batucada sem igual".
Se no início o bloco cantava apenas músicas de cantores reconhecidos nacionalmente, como Cartola, Jamelão e Pixinguinha, posteriormente passou-se a valorizar o trabalho de artistas locais, moradores do bairro da Madre Deus, como Cristóvão Alô Brasil, João Paletó, Caboclinho, Henrique Sapo, Vadico, Pedro Pantaleão, entre outros.
A musicalidade do bloco foi muito influenciada pelos cantores da rádio, principalmente sambistas, cujas canções eram entoadas pelo grupo enquanto desfilavam pelas ruas de São Luís, cantando, dançando e consumindo cachaça ou tiquira. Depois passaram a predominar as composições de membros do grupo, que falam do cotidiano no bairro, de amor e da própria festividade e do grupo dos quais fazem parte.
Sendo um bloco mais tradicionalista, preservou o uso de instrumentos de percussão fabricados em couro e zinco, em vez de nylon, como preferiam grupos mais novos, mesmo os influenciados pelos Fuzileiros. Entre os instrumentos que adotam estão os taróis de mão, os pandeiros, os surdos, , as duas-por-uma e os ganzás, fabricados artesanalmente pelos próprios membros. A seção rítmica é conduzida por um mestre de bateria, que com seu apito orienta os músicos.